# بادا لا دجانزا
بادا لا دجانزا هي قرية تقع في جزيرة أنجوان في جزر القمر. بلغ عدد سكانها 525 نسمة حسب إحصاء عام 1991. و1,011 في تقدير عام 2009.